# Allofan
Allofan (av grekiska ἄλλος, allos och φαίνεσθαι, fainesthai, "annat utseende", på grund av den förändring i utseendet som mineralet undergår vid upphettning av en blåsrörslåga) är ett amorft, vattenhaltigt aluminiumsilikat, som finns i olika typer av lera. Det beskrevs första gången 1816 i Gräfenthal i Thüringen.

## Egenskaper
Allofan är ett ljust och svagt färgat, mestadels genomskinligt mineral, oftast förekommande som inkrustationer eller stalaktiter. Till sin kemiska sammansättning är det ett vattenhaltigt aluminiumsilikat med formeln  Al2O3·(SiO2)1,3-2·(2,5-3)H2O, och innehåller sålunda endast hälften så mycket kisel (Si) jämfört med lermineralet kaolinit Al2Si2(OH)4.
Allofan avger vid upphettning lätt sitt kristallvatten. Mineralet sönderdelas av utspädda syror. Det bildas vid vittring av andra aluminiumhaltiga silikat, såsom fältspater och dylikt, av nedsipprande vatten, som innehåller lösta syror. Undersökningar har visat att lermineral av liknande sammansättning som allofan förekommer i våra naturliga lerarter och spelar där en viktig roll.
I markläran används emellanåt benämningen allofanlera för att beteckna lerarter, som innehåller allofan och därmed besläktade mineral.

### Allmänna källor
- https://runeberg.org/nfcn/0284.html
- Svensk Uppslagsbok’’, Band 1, 1947-1955. (spalt 672)